# رضا الصدر
رضا الصدر (1921-1994) عالم دين شيعي، عاش جلّ حياته في إيران، يتحدّر من عائلة عاملية.

## ولادته
ولد رضا الصدر في شهر رمضان من عام 1339 هـ (1921 ميلادي)، بمدينة مشهد الإيرانية.

## نسبه وعائلته
هو رضا بن صدر الدين بن إسماعيل الصدر ابن صدر الدين محمّد ابن صالح الموسوي العاملي، وينتهي نسبه إلى إبراهيم الأصغر ابن الإمام موسى الكاظم.

### والده
- والده صدر الدين الصدر[1] وُلد سنة 1299 هـ في الكاظمية ببغداد ، تابع دراساته الدينية في حوزتها حتى نال درجة الاجتهاد.
- ارتبط اسمه بالنهضة الأدبية في العراق، ثم هاجر إلى مدينة مشهد في إيران. ثم توجّه إلى مدينة قم بناءً على دعوة من مرجعها الأعلى ومؤسس الحوزة العلمية فيها الشيخ عبد الكريم الحائري اليزدي ليكون من معاونيه.
- له رسالة في الحقوق ورسالة في أصول الدين وكتاب التاريخ التاريخ الإسلامي
- يُعتبر صدر الدين من مراجع الدين الشيعة في عصره، وقد تولّى زعامة الشيعة بعد وفاة المرجع الحائري.
- توفي سنة 1954م (1373 هجرية)، ودُفن في مدينة قم الإيرانية.

### والدته
والدته هي «صفية» كريمة المرجع الشيعي في مدينة مشهد حسين القمي.

### إخوته وأصهاره
تألفت عائلة صدر الدين الصدر من سبع بنات وثلاثة ذكور هم: رضا، وعلي الأصغر، موسى الصدر.
بالإضافة إلى كونه ابن عمه، فإنه تربطه علاقة مصاهرة بـ محمد باقر الصدر حيث تزوّج الأخير من أخت رضا الصدر.
كما أن حسين شرف الدين (حفيد عبد الحسين شرف الدين هو الآخر صهر رضا الصدر حيث تزوّج بـ رباب الصدر.

## أساتذته
1. حسين الطباطبائي البروجردي.
2. أبوه، صدر الدين الصدر.
3. محمّد حجّت الكوهكمري.
4. محمّد تقي الخونساري.
5. الخميني.

## تلامذته
من تلامذته:
1. رياض الحكيم
2. أخوه موسى الصدر
3. كمال الحيدري
4. عادل العلوي
5. إياد الركابي
6. محمد باقر الفالي

## مؤلفاته[2]
1. يوم الإنسانية يوم الغدير الأغر.
2. قرآن شناسي، باللغة الفارسية.
3. فلسفة آزاد، باللغة الفارسية.
4. راه محمّد، باللغة الفارسية.
5. راه قرآن، باللغة الفارسية.
6. راه علي، باللغة الفارسية.
7. حـُسن يوسف، باللغة الفارسية- مترجم للعربية.
8. إرث الزوجة عند الإمامية.
9. المسيح في القرآن.
10. محمّد في القرآن.
11. الاجتهاد والتقليد.
12. العدالة في الفقه.
13. الفلسفة العليا.
14. الوجيزة في سجن ولاية الفقيه

## مواقفه ونشاطاته
1. أيّد الثورة ضد الشاه محمد رضا بهلوي وشارك في بعض نشاطاتها، ولكن ما لبث أن اختلف مع قيادات الثورة بعد انتصارها، حيث كان من مؤيدي النظام الجمهوري من دون الصاق صفة (الإسلامية) به. وبرر هذه الفكرة بأنه لا يمكن لأي نظام في الكون بأن يرضي المواطنين وبالتالي فإن الفشل والتقصير سيُنسب إلى الإسلام وليس إلى القائمين على الدولة[3] وكان شعاره: أعلنوا الجمهورية وحدها وبعد ذلك صيّروا القوانين إسلامية.
2. زاد في التباين بينه وبين قيادات الثورة علاقته بمحمد كاظم شريعتمداري. فقد كان من المقربين منه، وعندما فرضت الدولة الإيرانية الحظر على زيارته، تحدّى الحظر وقرر زيارته في المستشفى والتقاه قبل أيام من وفاته. وكان شريعتمداري قد أوصى بأن يصلّي عليه رضا الصدر. بعد وفاة شريعتمداري رفضت السلطات الإيرانية السماح للسيد رضا بالصلاة عليه عملا بالوصية وحاولت منعه من إقامة مراسم العزاء، ومع إصراره على إقامة العزاء عن روح شريعتمداري اعتقلته السلطات واحتجزته ليوم واحد بعدما خضع لتحقيق ثم أطلق سراحه. فكتب (الوجيزة في سجن ولاية الفقيه) انتقد فيه بشدّة تصرفات رجال الأمن مع عائلة المتوفي ومعه ومع الذين جاؤوا للعزاء به.
3. عـُرف عنه حبه لمطالعة الإصدارات الدورية التي تحوي تحقيقات ومواضيع جديدة مثل مجلة العربي ومجلة المختار.
4. كان يعتقد بأن شقيقه موسى الصدر ما زال على قيد الحياة، وقد توفي وهو معتقد بذلك.
5. زار مدينة صور بدعوة من عبد الحسين شرف الدين، للإطلاع على أحوالها وليكون خليفة له فيها، إلا أنه فضّل العودة إلى الحوزة وأوفد أخاه موسى الصدر ليقوم بهذه المهمة.
6. عُـرف عنه اهتمامه بالفلسفة والحكمة الإسلامية وكان أستاذا لهذه المواد.
7. بالإضافة إلى تدريسه الفلسفة والحكمة كان أستاذا في البحث الخارج في الفقه والأصول لسنوات في حوزة قم.

## وفاته
توفّي رضا الصدر في 26 من جمادى الأُولى 1415 هـ (1994 ميلادي)، ودفن في مدينة قم.